# Karl XIIIs orden
 Der er for få eller ingen kildehenvisninger i denne artikel, hvilket er et problem. Du kan hjælpe ved at angive troværdige kilder til de påstande, som fremføres i artiklen.

Karl XIIIs orden er en svensk kongelig orden, oprettet 27. maj 1811 af Karl 13. af Sverige, som en udmærkelse for frimurere. I 1975 gled Karl XIIIs orden ud af det statslige ordensvæsen, men ordenen eksisterer fortsat som en privat orden. 

## Medlemmer
Det er kun mænd af evangelisk tro, der kan optages i ordenen. Der er tre hovedgrupper af medlemmer: Svenske frimurere, svenske kongelige og udenlandske frimurere. 

### Svenske frimurere
Medlemmerne skal være fyldt 36 år, og de skal i forvejen have en høj rang blandt frimurerne.
I denne gruppe kan der højst være 33 medlemmer (tidligere 30), fordelt med 
- højst 3 præster
- højst 30 verdslige riddere (tidligere 27)

### Kongelige frimurere
I 1826 blev det bestemt, at svenske prinser kan optages ved fødselen. De bliver dog først fulde medlemmer af ordenen, når de som voksne har opnået en høj rang hos frimurerne.

#### Nuværende kongelige medlemmer
- Carl 16. Gustav af Sverige (stormester)
- Prins Carl Philip af Sverige (f. 1979)
- Prins Nicolas af Sverige (f. 2015)
- Prins Oscar af Sverige (f. 2016)
- Prins Alexander af Sverige (f. 2016)
- Prins Gabriel af Sverige (f. 2017)
- Prins Julian af Sverige (f. 2021)

### Udenlandske frimurere
Antallet af udenlandske riddere var tidligere højst syv, men nu kan der optages 10 udlændinge. De udenlandske riddere er ledende frimurere i England, Danmark, Finland, Norge og Island.